# 142291 Dompfaff
142291 Dompfaff este o planetă minoră (asteroid) din centura de asteroizi. A fost descoperită pe 12 septembrie 2002 la  de Eric Walter Elst. 
Obiectul prezintă o orbită caracterizată de o semiaxă mare de 2,4271094911443 UAi, o excentricitate de 0,15, o înclinație de 3,7 ° în raport cu ecliptica.